# Ben Hillier
Ben Hillier – brytyjski producent muzyczny, członek zespołu 140dB. Producent albumów takich jak: Playing the Angel Depeche Mode, Think Tank Blur, Some Cities Doves oraz Cast of Thousands Elbow. Od lipca 2008 jest producentem  albumu Depeche Mode Sounds Of The Universe.

## Albumy

### Produkcja
- 2000 Graham Coxon - "Golden D"
- 2001 Clinic - "Walking with Thee"
- 2001 Elbow - "Asleep in the Back" (6 utworów)
- 2003 Blur - "Think Tank"
- 2003 Elbow - "Cast of Thousands"
- 2004 Tom McRae - "Just Like Blood"
- 2005 Depeche Mode - "Playing the Angel"
- 2005 Doves - "Some Cities"
- 2006 The Futureheads - "News and Tributes"
- 2007 The Horrors - "Strange House"
- 2009 Depeche Mode - "Sounds Of The Universe"[2]
- 2013 Depeche Mode - "Delta Machine"
- 2013 Nadine Shah - "Love Your Dum and Mad"
- 2015 Nadine Shah - "Fast Food"